# Casearia nigricans
Casearia nigricans är en videväxtart som beskrevs av Herman Otto Sleumer. Casearia nigricans ingår i släktet Casearia och familjen videväxter. Inga underarter finns listade i Catalogue of Life.